# Cipka
Cipka (Engelse titel: Pussy) is een Poolse korte animatiefilm uit 2016 van Renata Gąsiorowska. De film won onder andere de prijs voor Beste Kortfilm op Interfilm in Berlijn en Beste Korte Animatiefilm op het kortfilmfestival van Clermont-Ferrand. De film werd in februari 2018 uitgezonden door Canvas.

## Plot
Als een meisje masturbeert laat haar vagina los van haar lichaam en gaat een eigen leven leiden.